# Sisakvirág-aranybagoly
A Sisakvirág-aranybagoly (Euchalcia variabilis) a rovarok (Insecta) osztályának a lepkék (Lepidoptera) rendjéhez, ezen belül a bagolylepkefélék (Noctuidae) családjához tartozó faj.

## Elterjedése
Európában széles körben elterjedt, de sok területen ritka. Kedveli a lombhullató erdőket és patak partokat, a parkokat, kerteket és a bokros lejtőket.

## Megjelenése
- lepke: 34–42 mm szárnyfesztávolságú,  az első szárnyak szürkés-barnák vagy sötétbarnák, néha olajzöld színűek, öt párhuzamos csíkkal. Ellentétben az aranybaglyok (Plusiinae) fajaival a szárnyon nincs fényes, fémes folt. A hátsó szárnyak szürkés-barnák.  A teste szőrös.
- hernyó:  hossza legfeljebb 35 milliméter, a korai szakaszában halvány sárga, fekete pöttyökkel, a kifejlett lárvák zöldek.
- báb: feketés zöld színű.

## Életmódja
- nemzedék:  egy nemzedékes faj, júniustól augusztusig rajzik. A fiatal hernyók telelnek át a tápnövények fonnyadt, száraz levelei között.
- hernyók tápnövényei: sisakvirág fajok, pl.: Aconitum variegatum és Aconitum lycoctonum, valamint a sarkantyúfű (Delphinium) és az erdei borkóró (Thalictrum aquilegifolium).

## Fordítás
- Ez a szócikk részben vagy egészben  az   Eisenhut-Höckereule című német Wikipédia-szócikk fordításán alapul.  Az eredeti cikk szerkesztőit annak laptörténete sorolja fel. Ez a jelzés csupán a megfogalmazás eredetét és a szerzői jogokat jelzi, nem szolgál a cikkben szereplő információk forrásmegjelöléseként.